# Szpital MSWiA w Łodzi

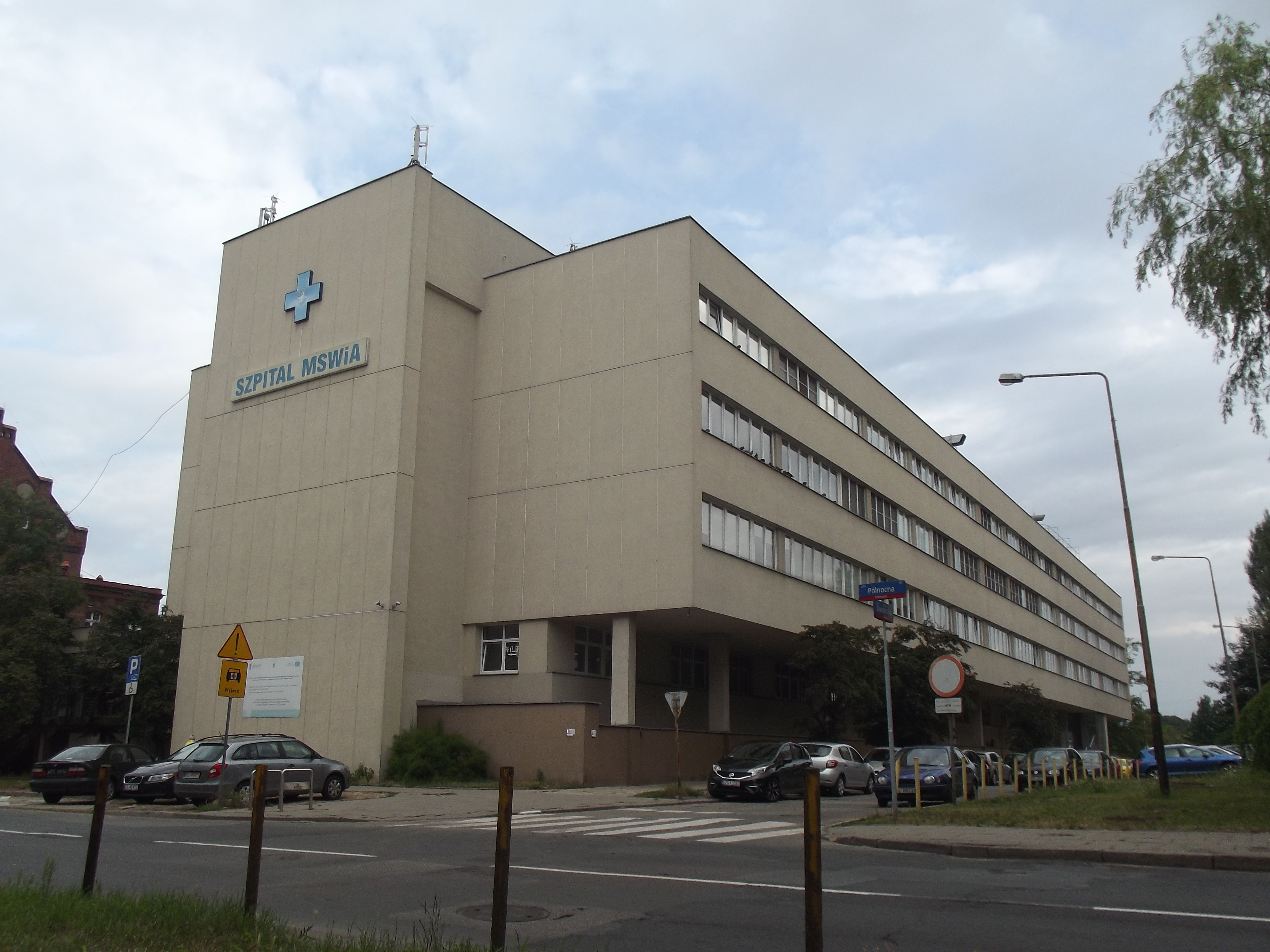
Część szpitala wybudowana w latach 70. XX w. przy ul. Dwernickiego.

Szpital Ministerstwa Spraw Wewnętrznych i Administracji w Łodzi, także Zakład Opieki Zdrowotnej Ministerstwa Spraw Wewnętrznych i Administracji (dawn. Dom „Diakonis” i Szpital Miłosierdzia) – szpital znajdujący się przy ul. Północnej 42 w Łodzi.

## Historia
Inicjatorem budowy szpitala było Stowarzyszenie Miłosierdzia Konsystorza Ewangelicko-Augsburskiego w Warszawie, wraz z łódzkim pastorem Rudolfem Gundlachem, księdzem Juliuszem Bursche i lekarzem Adolfem Tochtermannem naczelnym lekarzem szpitala w latach 1904–1939.
Po odwiedzinach w zakładzie dla epileptyków w Wiskitkach łódzcy ewangelicy uznali za słuszne by przenieść go do Łodzi. W 1904 przeniesiono z Wiskitek zakład dla psychicznie chorych i epileptyków, umieszczając ich przy ul. Tkackiej 8. W tym samym roku ewangelicy uzyskali od szpitala św. Aleksandra parcelę przy ul. Północnej 42. W 1905 rozpoczęto prace w oparciu o projekt architekta Pawła Rübenshama lub Czesława Zambrzyckiego. Szpital otwarto 27 listopada 1908. Obiekt składał się wówczas z 2 neogotyckich obiektów położonych prostopadle względem siebie. Obejmowały one sale szpitalne, mieszkania sióstr diakonisek mających opiekować się chorymi i pomieszczenia dla zarządu szpitala. Funkcjonowaniem placówki od początku jej działania kierowało 2 lekarzy: dr Alfred Krusche i dr Adolf Tochtermann.
Szpital obejmował początkowo 25 łóżek i przyjmował chorych niezależnie od wyznania i pochodzenia. Koszt 1-dniowego pobytu w placówce wynosił 1,5 rubla. W 1911 obiekt przyjął 400 pacjentów, a rok później 542. Podczas I wojny światowej placówka skupiała się na leczeniu niemieckich żołnierzy. W 1927 dokonano rozbudowy szpitala, zwiększając liczbę łóżek: chirurgia obejmowała 70 łóżek, chirurgia ginekologiczna – 80, oddział wewnętrzny – 50, natomiast położniczy – 20. Ponadto przy szpitalu uruchomiono szkołę dla sióstr. W trakcie II wojny światowej szpital ponownie służył ludności niemieckiej – głównie Schutzstaffel (SS) i Gestapo. Szpital rozbudowano w latach 1927–1930, dzięki czemu dysponował 170 łóżkami i przyjmował 1500 pacjentów rocznie.
Przed wyzwoleniem Łodzi szpital został przez Niemców ograbiony ze sprzętu medycznego. Po wyzwoleniu w 1945 budynki przejęło kwatermistrzostwo armii radzieckiej, które utworzyło tu szpital polowy. W kwietniu 1946 szpital został scedowany polskim władzom i został przekazany Wojewódzkiemu Urzędowi Bezpieczeństwa Publicznego. 12 maja 1946, po pracach porządkowych przeprowadzonych przez niemieckich jeńców, do szpitala przyjęto chorych i rannych działaczy partii. Obiekt miał wówczas 80 łóżek. Sprzęt do obsługi szpitala został pozyskany w większości ze środków UNRRA. Ponadto utworzono również poradnię dziecięcą przy ul. prez. G. Narutowicza 76. W 1947 powstał również gabinet fizykoterapii.
W latach 50. XX wieku przeprowadzono modernizację szpitala, zwiększając liczbę łóżek do 200, utworzono aptekę, gabinet RTG, reumatologii, gastrologii, pogotowia lekarskiego oraz gabinety zabiegowe. W 1966 została utworzona Klinika Chorób Wewnętrznych WAM w oparciu o oddział wewnętrzny. Jej kierownikiem został dr Stanisław Laskowski. W 1960 utworzono również Punkt Krwiodawstwa.
W październiku 1970 rozpoczęto rozbudowę szpitala wg projektu architekta Janusza Wyżnikiewicza. W pierwszej kolejności wyburzono część gmachu usytuowaną od strony podwórza, wybudowaną w latach 1905–1908 i wybudowano nowy, większy gmach, równolegle do ul. Dwernickiego, oddając go do użytku 5 lutego 1975. Mieściła się w nim m.in.: izba przyjęć, basen rehabilitacyjny z hydroterapią i fizykoterapią, gabinety specjalistyczne, oddział intensywnej terapii, blok operacyjny oraz punkt krwiodawstwa. Nowy gmach połączono łącznikiem z częścią zachowanego kompleksu szpitala z 1908. Cały szpital liczył łącznie 350 łóżek. 15 maja 1994 przy al. Anstadta oddano nowy budynek szpitalny, zawierający gabinet akupunktury, stomatologię oraz przychodnię dziecięcą. Szpital od 2001 nosi nazwę Zakładu Opieki Zdrowotnej Ministerstwa Spraw Wewnętrznych i Administracji i pozostaje w gestii MSWiA.

## Architektura
Budynek wybudowano w stylu neogotyckim. Został wykonany głównie z cegły. Elewacja frontowa obiektu ma 10 osi oraz 2 ryzality, zawierających 2-piętrowe wykusze. Dominujący jest środkowy ryzalit zwieńczony szczytem ze sterczynami. Pomiędzy oknami usytuowane są pasy wypełnione blendami z pokrytymi kremowym tynkiem. Obiekt ma gzyms wieńczący oraz fryz kratownicowy. Kominy stanowią prostokątne wieżyczki z krenelażem. Dach budynku jest dwuspadowy i ma niewielkie facjaty.